# Brzezna
Brzezna is een plaats in het Poolse district Nowosądecki, woiwodschap Klein-Polen. De plaats maakt deel uit van de gemeente Podegrodzie en telt 2000 inwoners.